# آلمونتیت
آلمونتیت  (به انگلیسی: Allemontite) با فرمول شیمیایی AsSb از مجموعه کانی هاست و اسم مکانی در Allemont درفرانسه است. As:۳۸٫۰۹٪ Sb:۶۱٫۹۱٪ برای اولین بار در فرانسه کشف شد و از نظر شکل بلور: الیافی - ورقه‌های خمیده، رنگ: سفید قلعی - خاکستری - قهوه‌ای تیره، شفافیت: کدر(اپاک)، جلا: فلزی، سیستم تبلور: تری کلینیک است و منشأ تشکیل آن هیدروترمال است.
همایند کانی‌شناسی (پارانژ) آن - استیبین- آرسنیک- آنتیموان- اسفالریت است
، از نظر ژیزمان آگرگات لیفی (الیافی) نسبتاً کمیاب است و بیشتر در فرانسه، چک اسلواکی، آلمان شرقی، سوئد، آمریکا یافت می‌شود.